# Banatski Sokolac
Banatski Sokolac (cyr. Банатски Соколац) – wieś w Serbii, w Wojwodinie, w okręgu południowobanackim, w gminie Plandište. W 2011 roku liczyła 272 mieszkańców.